# Sociaalnetwerksite

Een sociaal netwerk – elk bolletje is een individu

Een sociaalnetwerksite (of sociale netwerksite/online sociaal netwerk) is een internetdienst waarmee gebruikers een sociaal netwerk kunnen creëren en onderhouden. Meestal gebeurt dit door het aanmaken van een online profiel, dat ze vervolgens kunnen koppelen aan de profielen van anderen. Dit sociale netwerk kan bestaan uit een al bestaand offline (irl) sociaal netwerk, maar kan ook bestaan uit internetgebruikers die elkaar nog nooit ontmoet hebben. Vaak heeft het netwerk echter een gemengd karakter. Een sociaalnetwerksite wordt gebruikt om bijvoorbeeld persoonlijke ervaringen, meningen, nieuws en andere informatie te delen met anderen.

## Functies

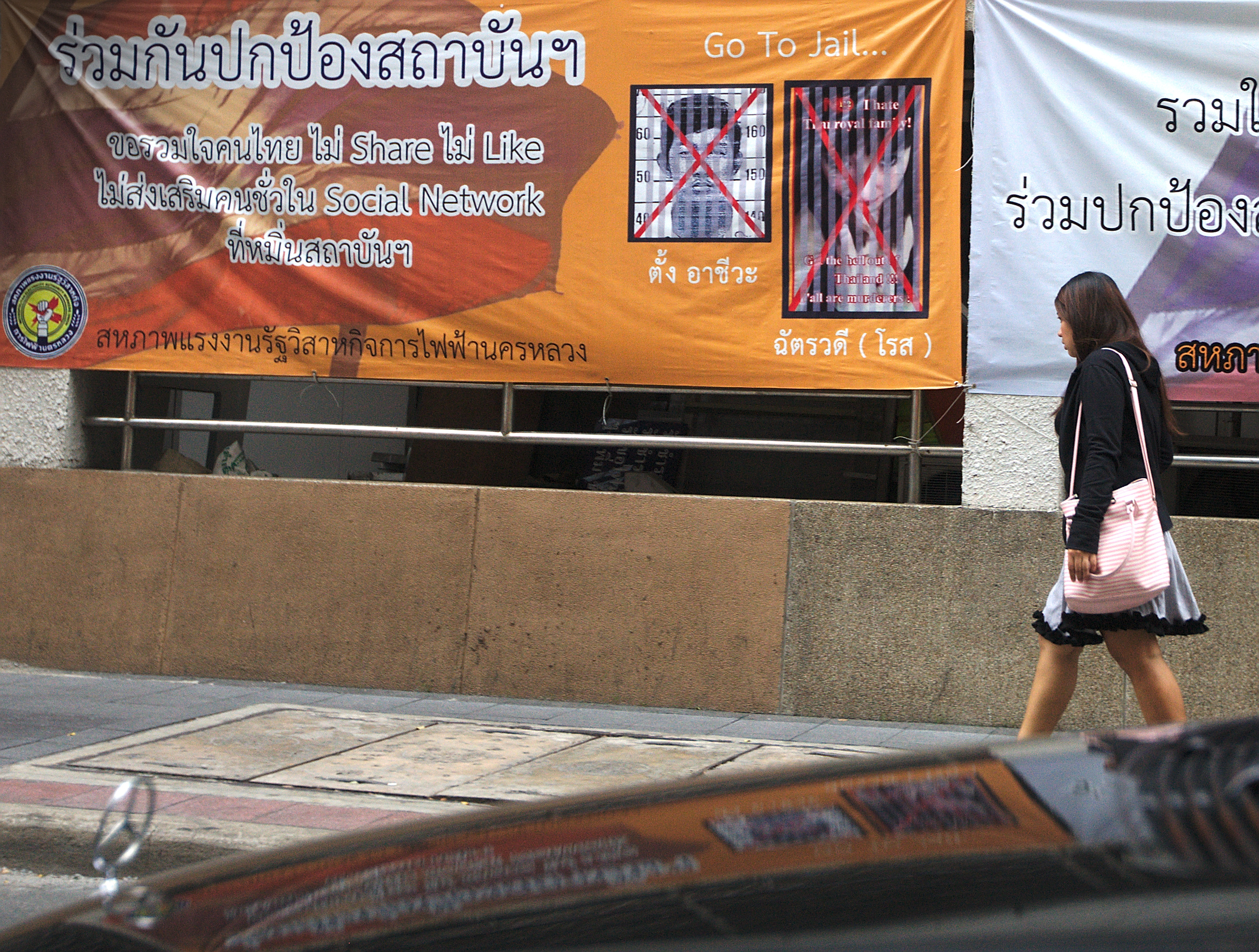
Spandoek nabij Bangkok tijdens de staatsgreep in Thailand in 2014 waarop inwoners ervoor gewaarschuwd worden gevangenisstraf te riskeren als zij regimevijandige opvattingen op sociaalnetwerksites met elkaar delen of met 'vind ik leuk' belonen

Veel sociaalnetwerksites richten zich op vermaak en het in contact blijven met vrienden. Deelnemers kunnen berichten sturen naar contacten en bijvoorbeeld foto's, video's en internetlinks delen. Een profiel kan multimedia (foto's en video's) bevatten, interesses (hobby's) en voorkeuren (eten, muziek).
Onderdeel van de sociale interactie op veel van deze websites is de 'vind-ik-leukknop', waarmee gebruikers hun waardering of steun tot uitdrukking kunnen brengen. Het knopje werd in 2007 geïntroduceerd door FriendFeed, dat in 2009 door Facebook werd overgenomen. In 2011 namen Google en Twitter het voorbeeld over. Bij Google heet de knop +1, bij Twitter 'Favoriet', bij YouTube 'Ik vind dit leuk' en bij Instagram, net als bij Facebook, 'Vind ik leuk'. Het knopje wordt op verschillende manieren vormgegeven, zoals met een duim omhoog (Facebook), hartje (Twitter en Instagram). Het Engelse werkwoord to like ('houden van') kreeg er door het internetfenomeen zelfs een nieuwe betekenis bij: zijn waardering of goedkeuring laten blijken met behulp van een icoon of link. De Van Dale nam het trefwoord 'liken' (uitspraak: [laɪkən]) voor het eerst op in de vijftiende editie uit 2015.

## Verifieerbaarheid en gevaren

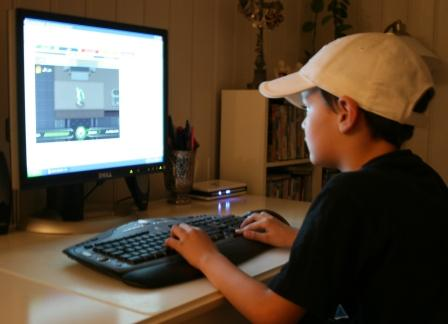
Tieners, een risicogroep op een sociaalnetwerksite

Gegevens die geplaatst worden op sociaalnetwerksites, zijn niet altijd even waarheidsgetrouw. Ze worden niet gecontroleerd op echtheid, net zoals het overgrote deel van het internet. Sommige mensen doen zich anders voor dan ze in werkelijkheid zijn om in de gunst van anderen te komen. Ook kunnen sociaalnetwerksites aangewend worden als controlemiddel (hierbij valt te denken aan werkgevers of ouders). Op deze manier hebben deze dus ook toegang tot iemands gegevens en kan diegene voor onaangename verrassingen komen te staan. 
Foto's kunnen gebruikt worden voor verkeerde doeleinden. Een nepprofiel kan worden aangemaakt voor oneigenlijke doeleinden, zoals cyberpesten, spionage of cyberbaiting (iemand aanzetten om iets doms te doen en het vervolgens filmen en op het internet plaatsen). Met name tieners zijn een risicogroep, omdat ze vaak veel privégegevens blootgeven op hun profiel zonder na te denken over de daaraan verbonden risico's.
Op Facebook kunnen nepprofielen gerapporteerd worden en kan een wizard worden gebruikt om gebruikers te blokkeren.
De meeste sociale netwerken worden wel centraal gecensureerd zodat gebruikers niet geconfronteerd worden met pornografie, geweld, racisme of andere cultureel onwenselijke onderwerpen. Naar een schatting van Wired is deze censuur de bezigheid van ongeveer de helft van het personeelsbestand van de grotere websites (grotendeels gevestigd in lagelonenlanden).

## Doelgroepen
Sociaalnetwerksites maken gebruik van inhoud die door gebruikers wordt geleverd (user-generated content). Hierdoor is het een typisch voorbeeld van het zogenaamde Web 2.0 en het vergroten van kennis over klanten en hun gedrag voor bedrijven, media en onderzoeksorganisaties.
Omdat sociaalnetwerksites pas interessant worden wanneer er veel contacten zijn aangesloten, is de deelname sterk afhankelijk van sociale factoren. Zo is Facebook explosief beginnen groeien toen steeds meer mensen lid werden. Dit kan verklaard worden door een aantal aanwezige vrienden die men wil toevoegen. Zo wordt er een kettingreactie ontketend en zal de groei doorgaan tot er een verzadigingspunt is bereikt: het punt waarop de groei stagneert en eventueel zelfs omslaat in krimp, zoals bij Hyves. 
Andere sites richten zich wat meer op de zakelijke markt. Een voorbeeld is LinkedIn, waar gebruikers in contact kunnen blijven met zakenrelaties, en via de netwerken van hun contacten kunnen zoeken naar bijvoorbeeld projecten of mensen met een bepaalde expertise.
Steeds vaker wordt onderkend dat sociaalnetwerksites gericht op een thema of een niche, interessant zijn of worden voor mensen. In de Verenigde Staten zijn vele initiatieven, zoals netwerksites gericht op hondenbezitters of expats. 
Naast de pure sociaalnetwerksites, waarbij het profiel en het netwerk de kern is, zijn er ook veel websites met een ander doel, die elementen van sociale netwerken verwerken. Zo kunnen mensen met een account op bijvoorbeeld de fotohostingsite Flickr en de videowebsite YouTube ook aangeven wie hun vrienden en contacten zijn, om zo op de hoogte te blijven van nieuw materiaal van deze contacten.
Twee derde van de bezoekers van Facebook en Myspace komen uit Noord-Amerika. Facebook is ook sterk vertegenwoordigd in Europa maar heeft concurrentie van 'lokale' netwerksites: StudiVZ (Duitsland), Skyrock (Frankrijk) en Bebop (UK). Orkut mag vooral bezoekers uit Latijns-Amerika verwelkomen, Cyworld & Friendster doen het dan weer goed in Azië.

## Zakelijk model
Wie (gratis) lid wordt van een sociaalnetwerksite vult persoonlijke informatie in, op basis waarvan de exploitant van de site gericht advertenties kan tonen aan het lid of aan de bezoekers van zijn/haar profiel, waardoor hogere kosten per view kunnen worden gevraagd. Naast deze gerichte advertenties op de sociaalnetwerkwebsite zelf, biedt de exploitant van de site de mogelijkheid aan adverteerders om ook op hun eigen site gericht te adverteren. Op basis van het cookie van de exploitant van de site op de pc van het lid, ontvangt het lid niet alleen op de sociaalnetwerkwebsite gerichte advertenties, maar ook op ander sites. Het doorspelen van de informatie van leden is in de meeste landen verboden. In Nederland is dit verbod vastgelegd in de Wet bescherming persoonsgegevens.
Econoom Xavier Wauthy (UCL) betoogt dat wie denkt dat hij of zij gratis lid is van een sociaalnetwerksite, dat lidmaatschap alsnog betaalt via de duurder wordende producten van bedrijven die op die sites adverteren. Wauthy wijst erop dat gebruikers van dergelijke sites persoonlijke informatie afstaat die ze ook aan de sites hadden kunnen verkopen, een visie die ook door o.a. Jaron Lanier wordt uitgedragen.

## Economie
In juli 2005 werd MySpace voor een bedrag van 580 miljoen dollar gekocht door News Corporation.
In oktober 2007 kondigde Google het OpenSocial-initiatief aan. Hierdoor wordt het mogelijk om op een standaard manier content van verschillende sociaalnetwerksites bijeen te brengen. In hieraan verwant begrip is social network aggregation (letterlijk: sociaalnetwerkaggregatie), die het voor de gebruiker mogelijk maakt of zal moeten maken om de verschillende sociaalnetwerksites waar hij of zij lid van is samen te brengen tot een overzichtelijk en tijdbesparend geheel.
Microsoft nam op 25 oktober 2007 een aandeel van 1,6 procent in Facebook en telde daar 240 miljoen dollar voor neer. Door deze transactie werd Facebook op papier ineens 15 miljard dollar waard. Eerder was een soortgelijk bod van Google afgeslagen en een bedrag van één miljard dollar geweigerd dat Yahoo! wilde betalen om Facebook in handen te krijgen.
In maart 2008 heeft AOL, de internetdochter van het Amerikaanse mediaconcern Time Warner, de sociaalnetwerksite Bebo gekocht voor 850 miljoen dollar (545 miljoen euro). Bebo was in 2005 opgericht, en had bij de overname naar eigen zeggen zowat 40 miljoen gebruikers en is vooral in het Verenigd Koninkrijk populair.
In januari 2009 hield de W3C een conferentie over de toekomst van sociaalnetwerksites.

## Voorbeelden
Bekende internationale sociaalnetwerksites zijn Facebook, Twitter, Tagged, Tiktok en VKontakte. Daarnaast zijn er nationale sites en websites die specifiek gericht zijn op een bepaalde doelgroep, bijvoorbeeld professionals (LinkedIn), muziekliefhebbers (Myspace) of homoseksuelen (Planetromeo, voorheen Gayromeo, en Gay.nl).
Voormalige socialenetwerksites zijn Google+, so.cl (Microsoft) en het Nederlandse Hyves.
Sommige sociale netwerken zijn gericht op online transacties, zoals Hub Culture of het Ripple-netwerk.

## Platformen
Doordat er de afgelopen tijd steeds meer sociaalnetwerksites bij zijn gekomen, zijn er tools en platformen ontstaan om het beste van verschillende netwerken te combineren, en minder tijd kwijt te zijn met het onderhouden van elk profiel afzonderlijk. Voorbeelden van deze platformen zijn Tweetdeck, Yoono en het Online Paspoort.